# Xã Goode, Quận Franklin, Illinois
Xã Goode (tiếng Anh: Goode Township) là một xã thuộc quận Franklin, tiểu bang Illinois, Hoa Kỳ. Năm 2010, dân số của xã này là 2.715 người.